# إطلاق النار في ستنيي (2022)
في 12 أغسطس 2022، وقعت جريمة قتل جماعي في ستيني، الجبل الأسود، مما أسفر عن مقتل عشرة أشخاص، بينهم طفلان، وإصابة ستة آخرين. قُتل المسلح، البالغ من العمر 33 عامًا، فوتشكو بوريلوفيتش، بالرصاص بعد أن اشتبك في معركة بالأسلحة النارية مع ضباط الشرطة. وهو أعنف إطلاق نار جماعي في الجبل الأسود منذ مذبحة ستيني عام 1944.